# Millonfosse
Millonfosse ist eine französische Gemeinde mit 708 Einwohnern (Stand: 1. Januar 2022) im Département Nord in der Region Hauts-de-France. Sie gehört zum Arrondissement Valenciennes und zum Kanton Saint-Amand-les-Eaux.

## Geografie
Die Gemeinde Millonfosse liegt im Regionalen Naturpark Scarpe-Schelde in der Nähe der belgischen Grenzen etwa zwölf Kilometer nordwestlich von Valenciennes. An der südlichen Gemeindegrenze fließt die kanalisierte Scarpe, unmittelbar nördlich davon verlaufen der Canal du Décours sowie der Courant de l’Hôpital. Umgeben wird Millonfosse von den Nachbargemeinden Rosult im Nordwesten und Norden, Saint-Amand-les-Eaux im Nordosten und Osten, Hasnon im Süden, Tilloy-lez-Marchiennes im Südwesten und Westen sowie Bousignies im Westen.
Durch die Gemeinde führt die Autoroute A23.

## Bevölkerungsentwicklung
| Jahr                       | 1962 | 1968 | 1975 | 1982 | 1990 | 1999 | 2006 | 2012 | 2020 |
| Einwohner                  | 536  | 507  | 524  | 547  | 640  | 607  | 669  | 660  | 715  |
| Quellen: Cassini und INSEE |      |      |      |      |      |      |      |      |      |

## Sehenswürdigkeiten

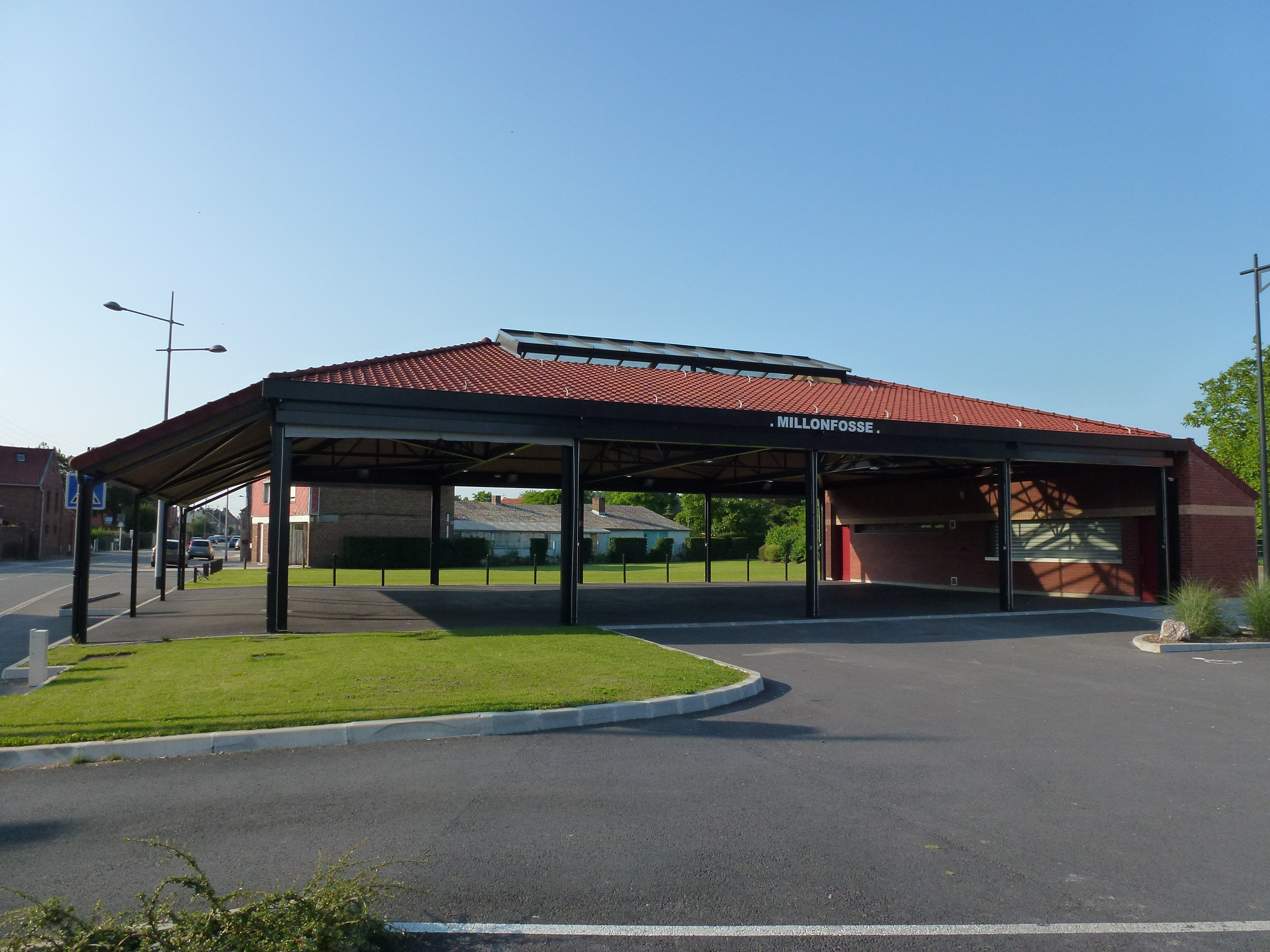
Markthalle
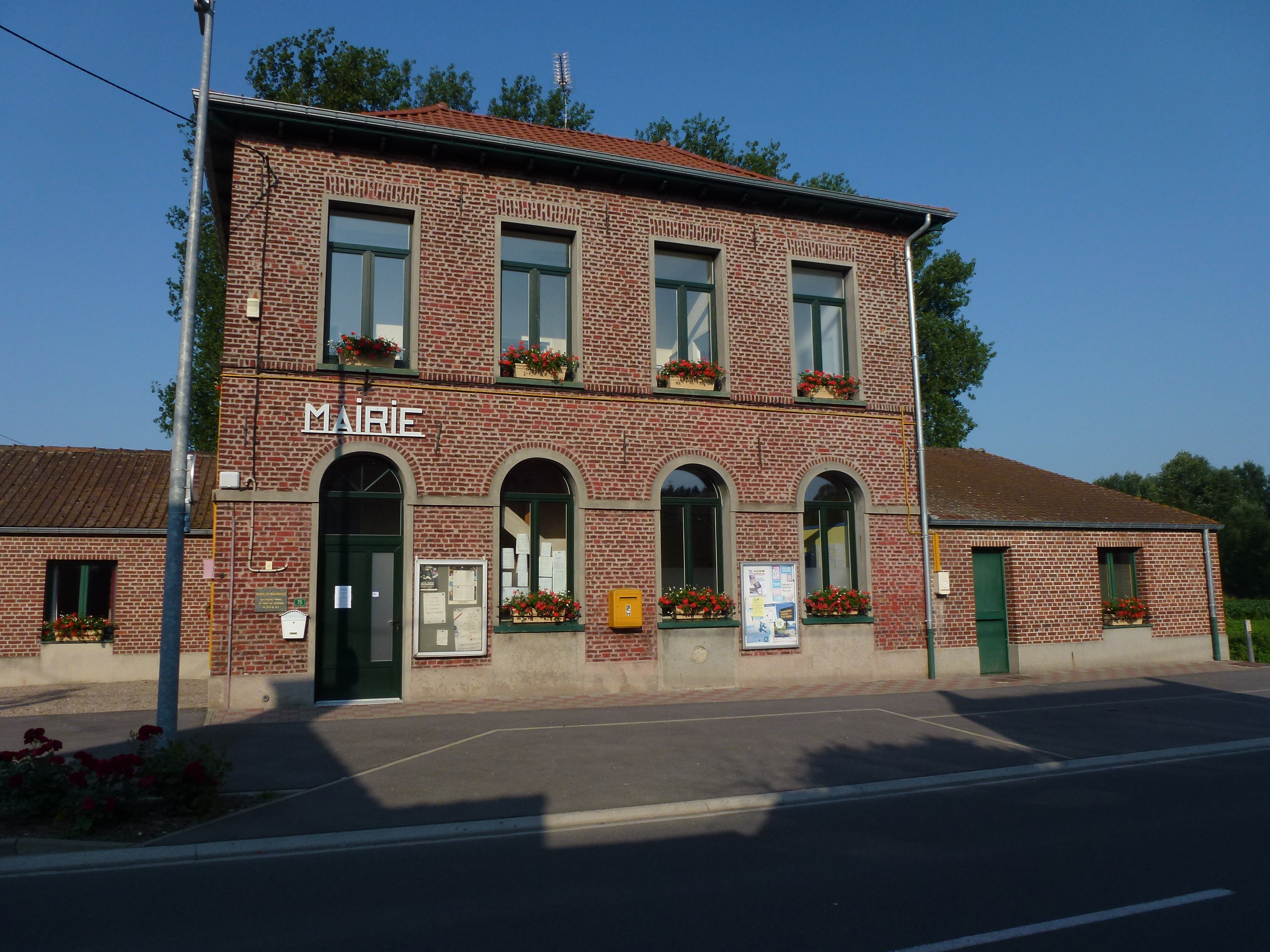
Rathaus (Mairie) von Millonfosse

- Markthalle
- Rathaus (Mairie) von Millonfosse